# Autogiro
Az autogiro vagy giroplán (a görög αὐτός és γύρος szóból) a forgószárnyas járművek olyan osztálya, amely motor nélküli gépezet, helyette rotort használ a szerkezet felemelésére. Bár megjelenésében hasonlít egy helikopter rotorjához, valójában az autogiro motor nélküli rotortárcsáján levegőnek kell felfelé áramolnia, hogy forogjon.
Az előre toló erőt önállóan, egy motor által hajtott propeller biztosítja.
A girokopter (autogiro, autogyro, gyroplane) hasonlít a helikopterre, de nem az. A girokopternek a fölső „propellere” igazából egy forgószárny, amit a hátsó propeller szele és a menetszél hajt, nincs is saját motorja. Mivel a rotort csak a légáram hajtja, csekély mechanikai igénybevételnek van kitéve. A meghajtó meghibásodása szintén nem kritikus. Az autogyroknak nincs minimális sebességük, ezért nem kerülhetnek túlzott repülési állapotba. Ez volt Juan de la Cierva feltaláló motivációja is.
A girokopter a helikopter elődje. Nagyon biztonságos, ha leállna a motor, a forgószárny ejtőernyőként funkcionál.
A spanyol feltaláló és mérnök, Juan de la Cierva nevezte el autogirónak. Olyan repülőgépet hozott létre, amely alacsony sebességgel is biztonságosan repülhet. Először 1923. január 9-én repült a madridi Cuatro Vientos repülőtéren. Az Autogiro kifejezés a Cierva Autogiro Company védjegyévé vált. 
De la Cierva autogiroját a modern helikopter elődjének tekintik. A girokopter kifejezést (a helikopter szóból eredeztetve) először E. Burke Wilford használta. A Buhl Aircraft Company az első hajtómotorral is rendelkező autogirót, amelyet Etienne Dormoy tervezett és légi megfigyelésre szántak. A motor a pilóta  mögött volt. Első repülése 1931. december 15-én történt meg.
Az autogiro nagy előnye, hogy a legolcsóbb fenntartású légijármű. Az ára jócskán egy bármilyen helikopter ára alatt van.

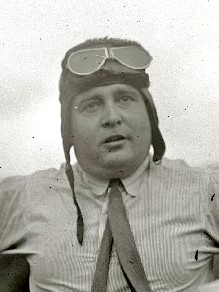
Juan de la Cierva